# Zverinac
Zverinac (italsky Sferinaz) je malý ostrov v Jaderském moři. Je součástí Chorvatska, leží v Zadarské župě a spadá pod opčinu Sali. Je zde pouze jedna obydlená vesnice, Zverinac, v níž trvale žije 43 obyvatel. Nejvyšším vrcholem na ostrově je kopec Klis vysoký 111 m.
Zverinac je součást Zadarského souostroví a obklopuje jej mnoho ostrovů. Na východě se nachází ostrov Sestrunj, na severu neobydlený ostrůvek Tun Veli, na severozápadě ostrov Molat a na jihozápadě ostrov Dugi otok.
První písemná zmínka o ostrově pochází z roku 1421, kdy byl zmiňován jako Suiran.